# Herman Dehennin
Herman baron Dehennin (Lier, 20 juli 1929 - Oudegem, 20 augustus 2020) was een Belgisch diplomaat en hofdignitaris.

## Biografie
Herman Dehennin promoveerde in 1951 tot doctor in de rechten aan de Katholieke Universiteit Leuven. Hij trad in 1954 in dienst van Buitenlandse Zaken en was op post in Den Haag, New Delhi, Madrid en Brazzaville. Hij was ambassadeur in Kigali van 1966 tot 1970 en vervolgens op post in Washington, Buitenlandse Zaken in Brussel, adjunct-kabinetschef van minister van Buitenlandse Handel Michel Toussaint (PLP) en adjunct-directeur-generaal bij Buitenlandse Zaken. Dehennin was ambassadeur in Tokio van 1977 tot 1981. Van 1981 tot 1986 was hij grootmaarschalk aan het hof van koning Boudewijn. Hij was onder meer verantwoordelijk voor de organisatie van de begrafenissen van koning Leopold III en prins-regent Karel in 1983 en het huwelijk van prinses Astrid in 1984. Vervolgens was hij ambassadeur in Washington van 1986 tot 1991 en in Londen van 1991 tot 1994.
Van 1994 tot 2003 was hij voorzitter van Special Olympics Belgium en van 1999 tot 2003 van de Royal International Club Château Sainte-Anne in Brussel.
In 1991 werd Dehennin in de persoonlijke adel opgenomen met de titel baron.